# Missiezusters Dienaressen van de Heilige Geest

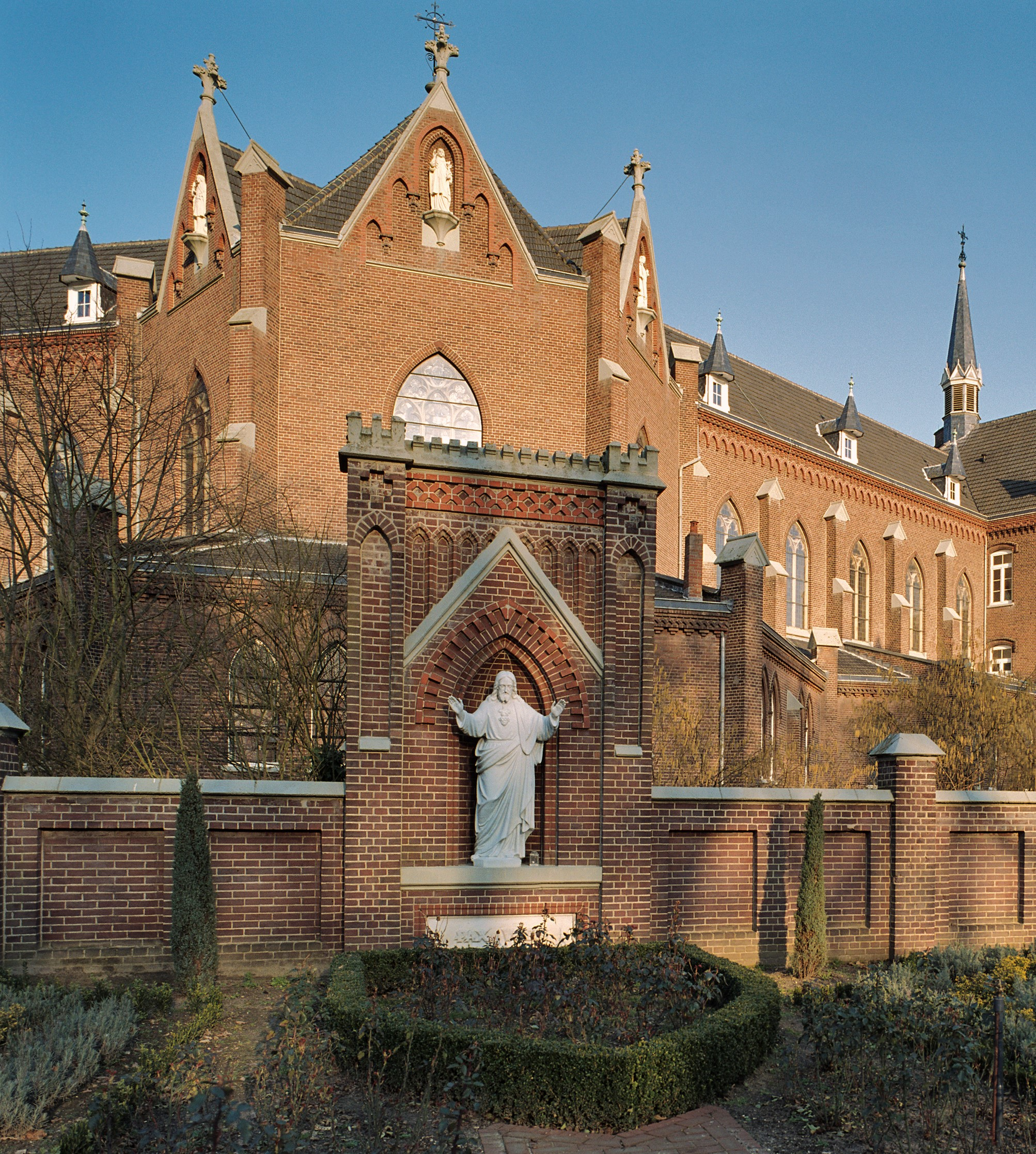
Het moederhuis van de congregatie: het Heilig Hartklooster in Steyl

De Dienaressen van de Heilige Geest (Latijn: Servarum Spiritus Sancti, SSpS), ook Missiezusters van Steyl genoemd, is een congregatie van missiezusters, die werd opgericht in het Nederlands-Limburgse kloosterdorp Steyl. Deze religieuze missionaire gemeenschap telde in 2023 nog circa 3000 leden, bestaand uit vrouwen die afkomstig zijn uit verschillende culturen en naties en wereldwijd actief is.

## Geschiedenis
De congregatie werd in 1889 gesticht door Arnold Janssen. Hij stelde zich ten doel om in Duitsland missiecongregaties voor zowel mannen als vrouwen in het leven te roepen, aangezien die daar nog niet bestonden. Omdat in het toenmalige Pruisen, vanwege de anti-Rooms-Katholieke politiek onder Otto van Bismarck (de Kulturkampf), geen mogelijkheden tot nieuwe kloosterstichtingen bestonden, week Janssen uit naar het Limburgse grensdorp Steyl. Daar stichtte hij in 1875 zijn eerste klooster, het Missiehuis St. Michaël. In 1885 kreeg deze gemeenschap voor mannelijke missionarissen de naam Gezelschap van het Goddelijk Woord (Latijn: Societas Verbi Divini, SVD), meestal echter aangeduid als Missionarissen van Steyl. Hun hoofddoel was verbreiding van Het Evangelie onder niet-christenen in zogenaamde missielanden.
Een aantal vrijwilligsters die huishoudelijke taken verrichtten binnen de gemeenschap streefden ernaar om missiezuster te worden. Samen met Maria Helena Stollenwerk en Hendrina Stenmanns stichtte Arnold Janssen daarop een congregatie voor missiezusters, de Dienaressen van de Heilige Geest. Maria Helena Stollenwerk en Hendrina Stenmanns waren respectievelijk onder de namen Mutter Maria en Mutter Josepha de eerste moeder-oversten van hun congreaties in het klooster in Steyl. Beiden werden zalig verklaard: Stollenwerk in 1995 en Stenmanns in 2008.
Na enige omzwervingen betrokken de missiezusters in 1904 een nieuw gebouw, het Heilig Hartklooster. De missiezusters kregen de bijnaam "blauwe zusters" naar de kleur van hun habijt, wit en blauw. Vooralsnog hadden deze (Duitstalige) zusters weinig binding met de Nederlandse samenleving. In 1910 werden de eerste daadwerkelijke stappen gezet voor een Nederlandse tak. Toen vertrokken enkele zusters naar Horn om een kleuterschool op te richten. In 1911 kwam er een vestiging in Kerkrade, waar de zusters een ziekenhuis begonnen. In 1913 werd te Uden een novicen- en retraitehuis geopend. In 1916 volgde Well (verpleeghuis, onderwijs) en tot 1920 volgden nog Belfeld, Baexem (1918), Treebeek, Nieuwstadt, Hornerheide, Hoensbroek en Sittard. In 1920 werd de Nederlandse tak zelfstandig.
In Duitsland zijn er kloosters van de Missiezusters van Steyl in Wickede en Laupheim. In Oostenrijk hebben ze vestigingen in Stockerau, Wenen, Mödling, Wöllersdorf-Steinabrückl, Bischofshofen, Innsbruck en Sterzing. In Italië is dat in Brixen (Bressanone). Wereldwijd zijn er ruim 400 kloosters of 'huizen', in circa 45 landen.
Naast de actieve tak werd ook een contemplatieve tak opgericht, en wel in 1896. Dit betrof de Dienaressen van de Heilige Geest van de Altijddurende Aanbidding (Latijn: Servarum Spiritus Sancti de Adoratione Perpetua, SSpSAP). Deze slotzusters, de "roze zusters" hebben het gebed - en met name het biddend ondersteunen van de missie - tot hun hoofdtaak gemaakt.
Op 21 maart 1925 ontving de congregatie het decretum laudis en op 8 december 1938 de officiële pauselijke goedkeuring.